# شخض كثير الأزهار
شخض كثير الأزهار (الاسم العلمي:Justicia floribunda) هو نوع من النباتات يتبع جنس الشخض من الفصيلة الأقنتية.